# 좌고
좌고(座鼓)는 무율 타악기이자 혁부악기이다. 나무로 된 틀에 매달아 치는 작은 북. 연례악이나 무용음악에 쓰이며 장구와 같이 편성하여 장구의 북편이 쳐지는 박(拍)을 따라 친다. 삼현육각(三絃六角) 편성은 피리 둘·대금·해금·장구·북 등인데 여기서 북은 좌고로 치는 것이 일반적인 예이다.